# Толидо (Вашингтон)
Толидо (енгл. Toledo) град је у америчкој савезној држави Вашингтон. По попису становништва из 2010. у њему је живело 725 становника.

## Демографија
Према попису становништва из 2010. у граду је живело 725 становника, што је 72 (11,0%) становника више него 2000. године.
| Група             | 2000.       | 2010.       |
| Белци             | 590 (90,4%) | 639 (88,1%) |
| Афроамериканци    | 4 (0,6%)    | 0 (0,0%)    |
| Азијати           | 2 (0,3%)    | 6 (0,8%)    |
| Хиспаноамериканци | 32 (4,9%)   | 51 (7,0%)   |
| Укупно            | 653         | 725         |